# Менърд (окръг, Илинойс)
Окръг Менърд (на английски: Menard County) е окръг в щата Илинойс, Съединени американски щати. Площта му е 816 km², а населението - 12 486 души (2000). Административен център е град Питърсбърг.